# Rue du Fer-à-Moulin
La rue du Fer-à-Moulin est une voie située dans le quartier du Jardin-des-Plantes dans le 5e arrondissement de Paris.

## Situation et accès

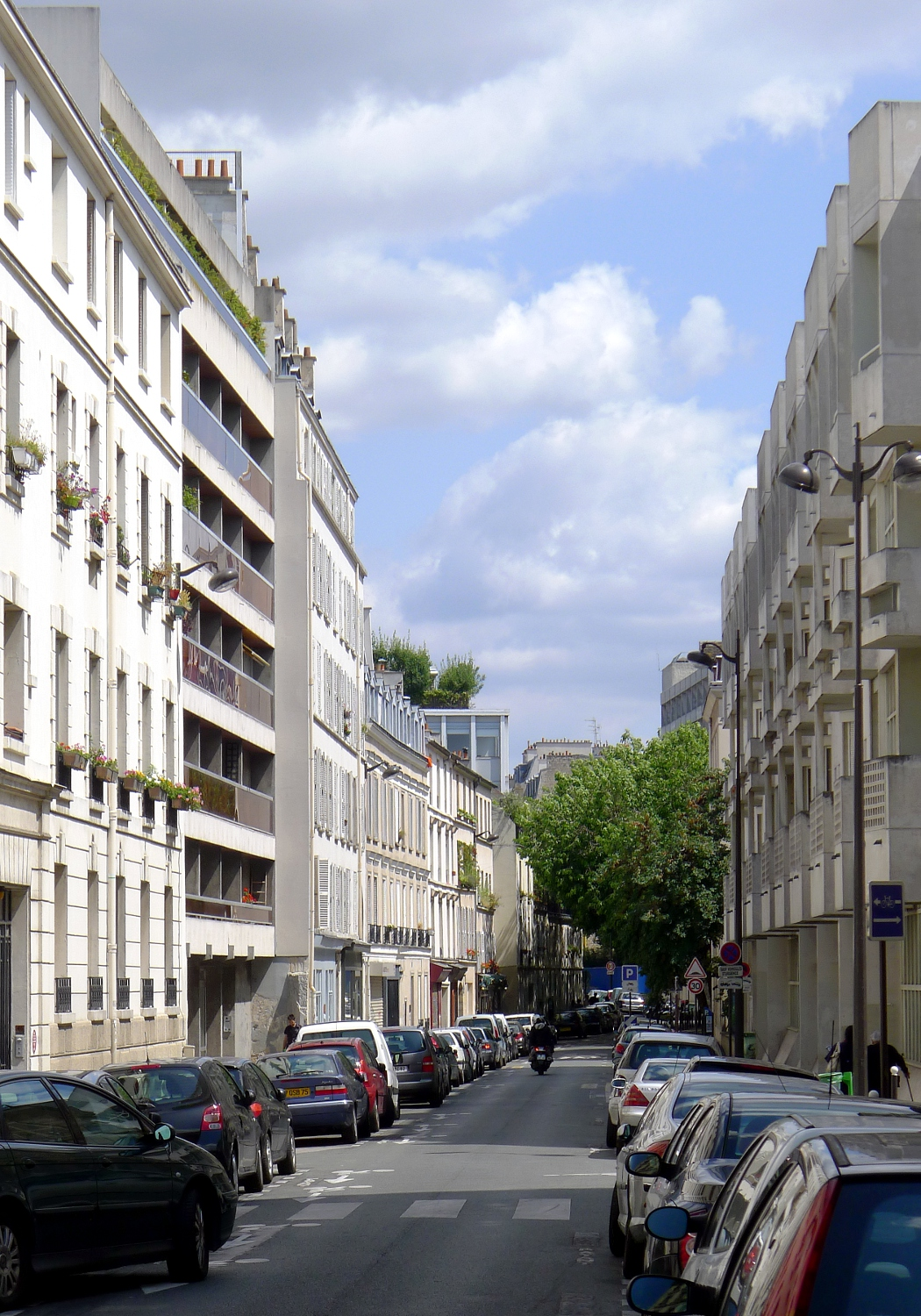
Rue vue de l'avenue des Gobelins.

La rue du Fer-à-Moulin  débute aux no 2, rue des Fossés-Saint-Marcel et no 17, rue Geoffroy-Saint-Hilaire et se termine au no 1, avenue des Gobelins
Elle est desservie par les stations de métro de la ligne 7 Les Gobelins et Censier - Daubenton.

## Origine du nom
Elle porte ce nom en raison d'une ancienne l’enseigne de fer à moulin ou fer à meule d’un ancien commerce qui s’y trouvait. Il correspond à une pièce métallique permettant de fixer l’axe dans la meule tournante d’un moulin. C’est également une figure héraldique « symbolisant la possession par le seigneur d’un moulin où les habitants sont obligés de faire moudre ».

## Historique
Le tracé de l'actuelle rue du Fer-à-Moulin a été ouvert au XIIe siècle, à proximité de la Bièvre, au milieu du bourg Saint-Marcel.
À l'origine, cette rue qui contenait de beaux hôtels, se nomme « rue du Comte-de-Boulogne » en raison d'un hôtel appartenant au seigneur de cette ville, puis, d'après Henri Sauval, « rue Richebourg » nom donné à un petit pont sur la Bièvre devenu plus tard le pont aux Tripes, parce que les bouchers y allaient laver leurs abats.
Elle est citée sous le nom de « rue du Fer de moulin » dans un manuscrit de 1636.
En 1705, la partie ouest de la rue – comprise entre la « rue du Faubourg Saint-Marcel » et le « pont au Choux » – porte le nom de « rue du Fer-à-Moulin », la partie est – dont l'embouchure est située à la « Croix de Clamart » (actuelle Place de l'Émir-Abdelkader) – celui de « rue de la Muette ». Cette partie est alors bordée au sud par le cimetière de l'Hôtel Dieu, ouvert depuis 1673 et connu aussi sous le nom de cimetière de Clamart.
En 1713, c'était la « rue des Morts », entre la rue des Fossés-Saint-Marcel et la rue du Pont-aux-Biches (actuellement rue de la Clef), en raison de la présence du cimetière de Clamart. Le surplus s'appelait « rue Permoulin ». La rue des Morts devint la « rue de la Muette » et la rue Permoulin devint la « rue du Fer-à-Moulin ». Les deux voies furent réunies en 1806 sous le nom de « rue du Fer-à-Moulin ». 

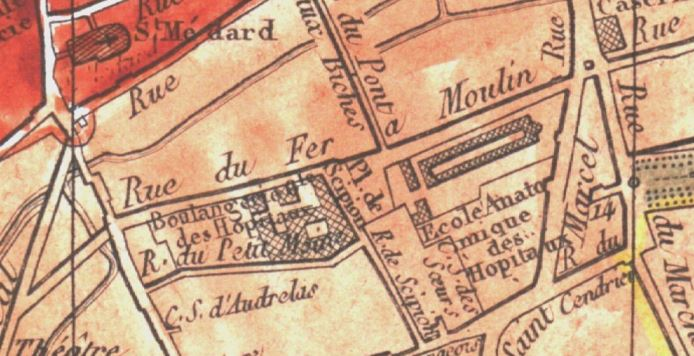
Rue du Fer à Moulin - plan de Paris d'Ambroise Tardieu - 1839
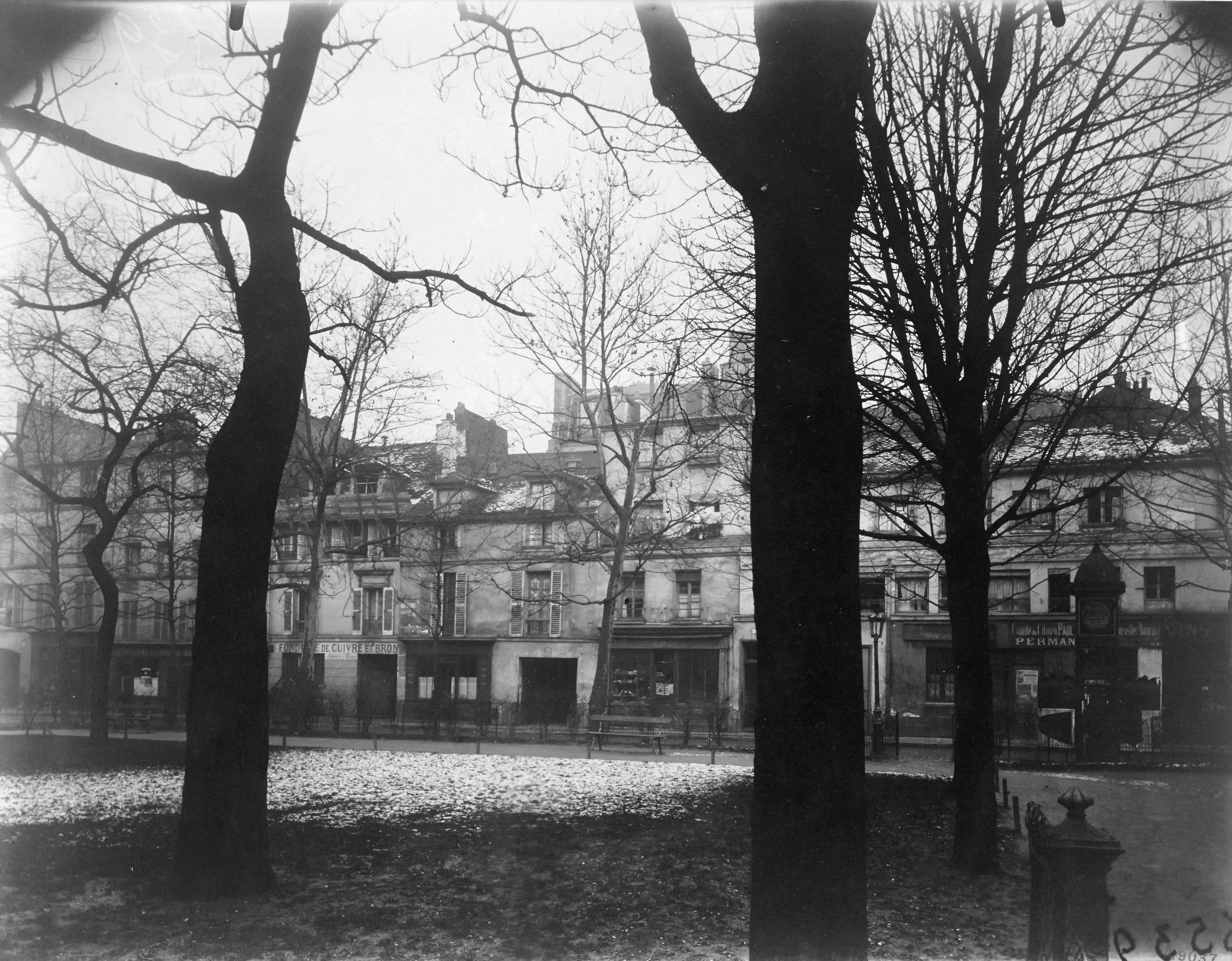
La rue et le square Scipion en 1924. Photo d'Eugène Atget.
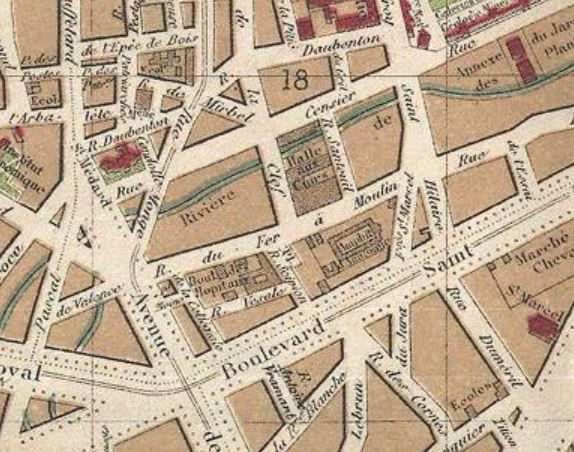
Rue du Fer à Moulin - plan de Paris Hachette 1894

## Bâtiments remarquables et lieux de mémoire
La rue du Fer-à-Moulin longe l'arrière de l'hôtel Scipion bâti à partir de 1565 pour Scipion Sardini (1526-1609). Sa porte principale donne sur la rue Scipion. Cet ancien hôtel particulier fut longtemps la boulangerie des Hôpitaux de Paris. Plus haut dans la rue se trouvent également des bâtiments de l'hôpital de jour de la Collégiale, des laboratoires de l'INSERM, de l'École de chirurgie de l'AP-HP, des bâtiments annexes de la Sorbonne Nouvelle Paris 3, ainsi que la Pharmacie centrale des Hôpitaux de Paris (AGEPS) au no 7. La rue longe le square Théodore-Monod (ex-Scipion).
- Nos 2 à 24 : emplacement de l'hôtel de Clamart appartenant à la famille Catins, seigneurs de Clamart.
- Nos 1 à 17 : emplacement du jardin de l'hôtel de Clamart qui devint de 1672 à 1783 le cimetière de Clamart[5] et où fut construit, en 1833, l'amphithéâtre d'anatomie.
- No 10 : la Manufacture Française Bicyclettes de haute précision E. Lévy[6], devient La Guêpe[7].
- Nos 26 et 28 : l'acteur, humoriste, chanteur, parolier et écrivain Sim (1926-2009) y passe une partie de son enfance[8]
- no 42 :  René Goscinny, y est né le 14 août 1926. L'immeuble d'origine n'existe plus et a été reconstruit depuis.

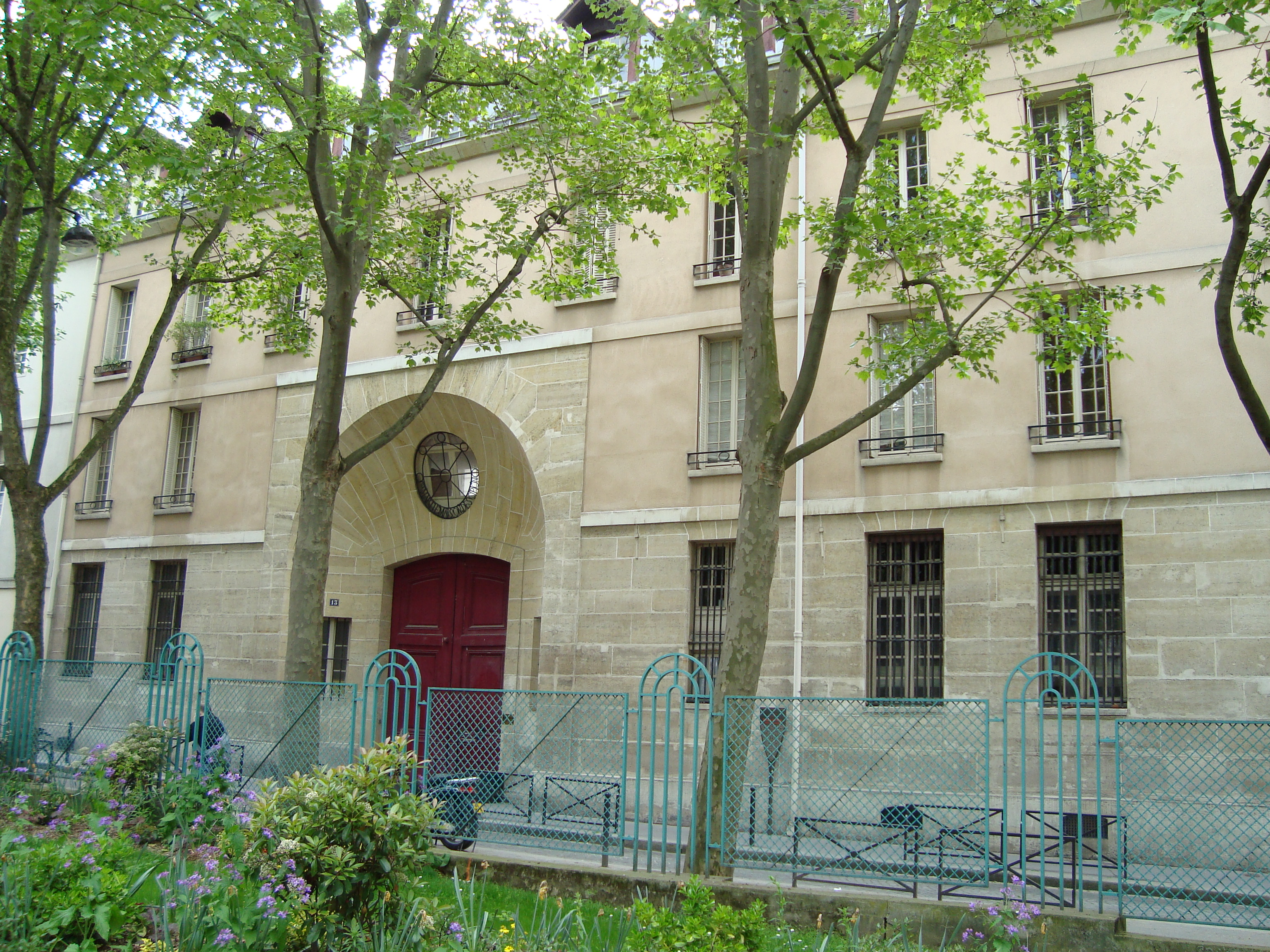
L'hôtel Scipion.
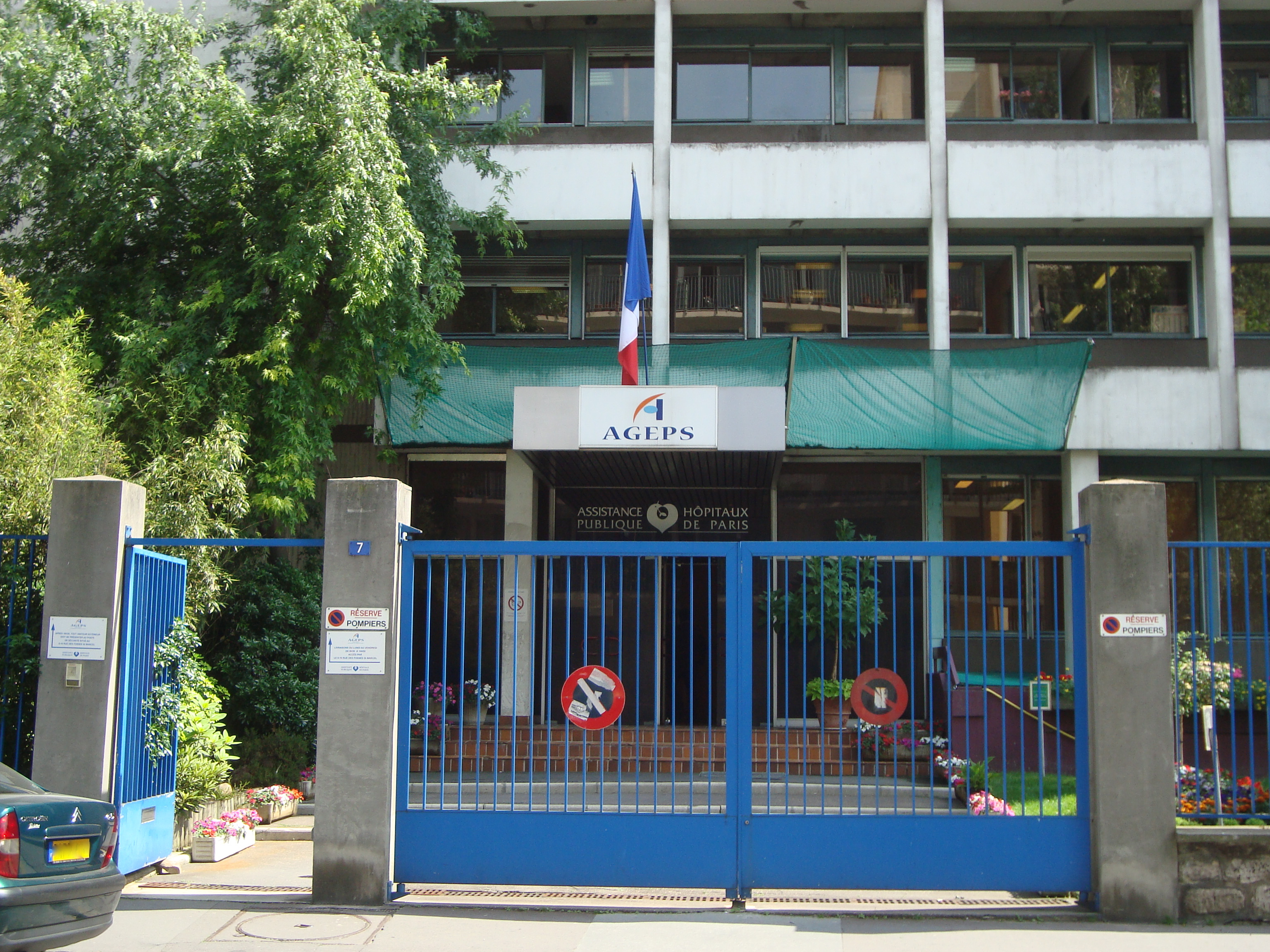
Entrée de l'AGEPS.
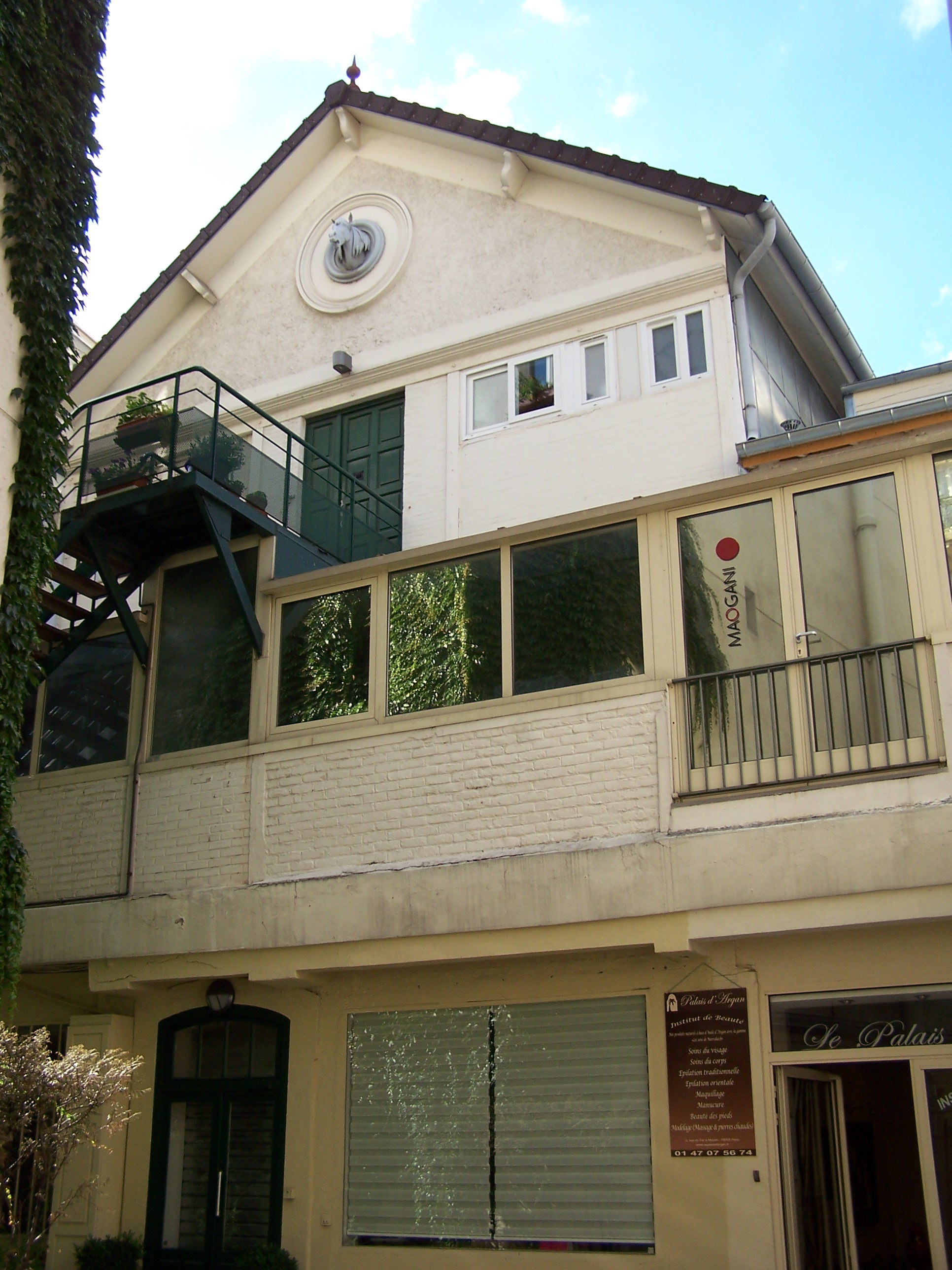
Maison au no 4, rappelant la proximité historique du marché aux chevaux.
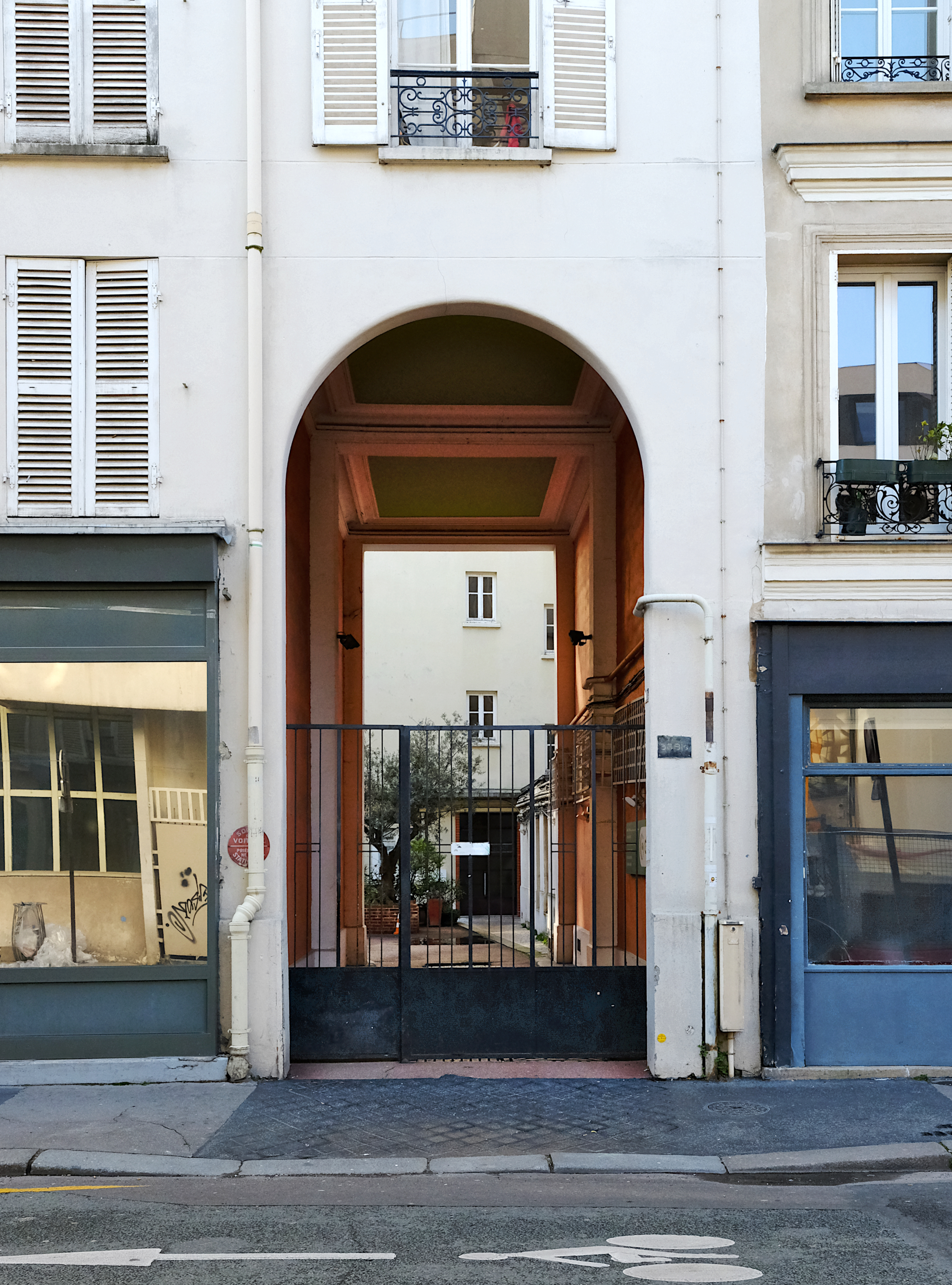
Entrée du n°33bis.
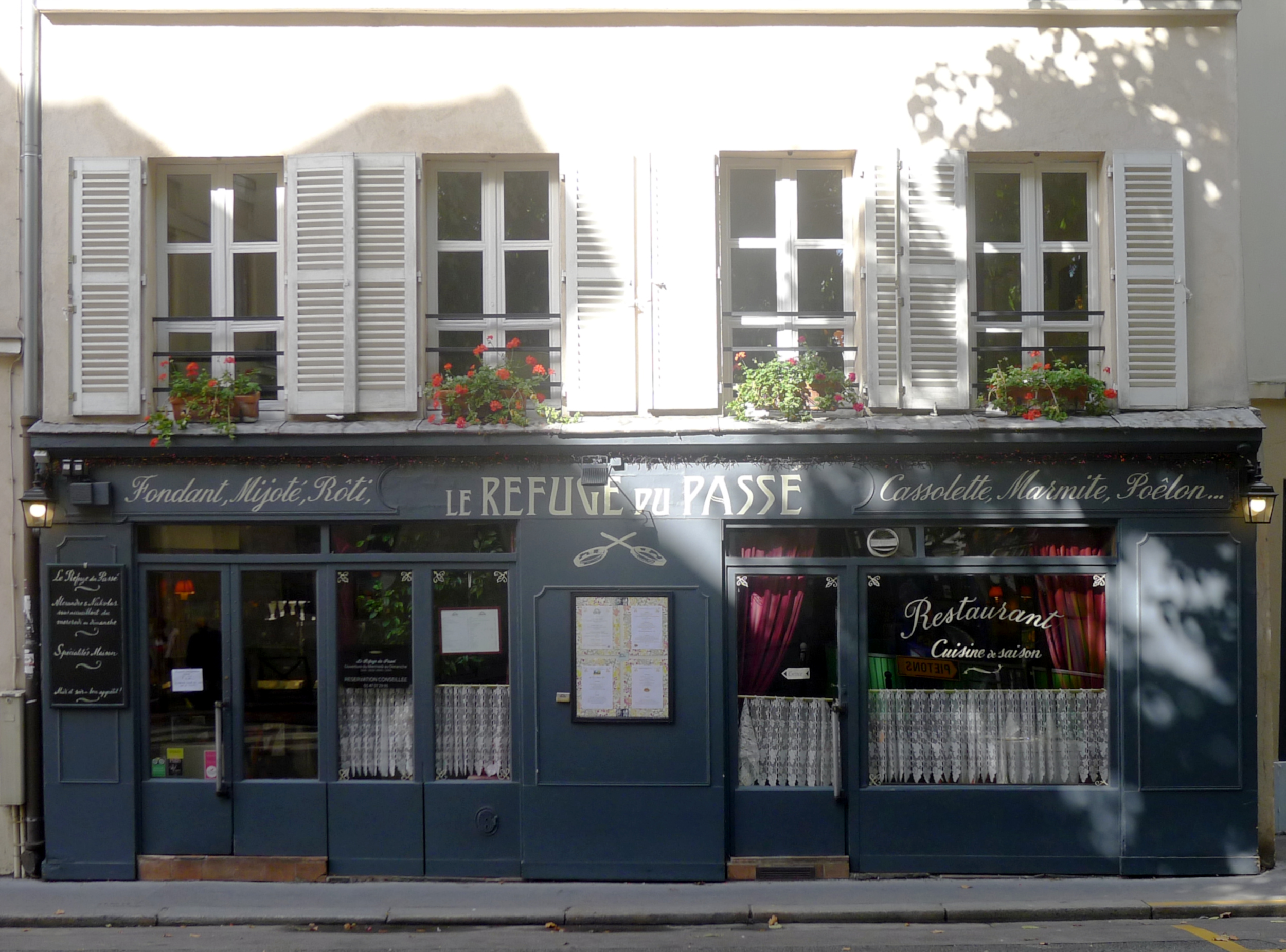
Vieux café.